# Pachyschelus
Pachyschelus è un genere di coleotteri della famiglia Buprestidae.